# Blues Foundation
Blues Foundation to amerykańska organizacja typu non-profit z siedzibą w Memphis, Tennessee, zrzeszająca ponad 175 organizacji z wielu stron świata.
Założona w 1980 roku, kierowana przez 25-osobowy zarząd. Jej zadaniem jest wspieranie muzyki bluesowej, badanie i popularyzowanie dorobku oraz historii tej muzyki, wspieranie artystów i promotorów bluesa.
Blues Foundation przyznaje nagrody: Blues Music Award – dla muzyków i Keeping the Blues Alive Award – dla innych osób oraz firm lub organizacji działających na rzecz promocji bluesa.
Od 1985 roku organizuje największy międzynarodowy konkurs bluesowy International Blues Challenge oraz ceremonię wprowadzenia do Blues Hall of Fame.
Organizacja powołała fundację HART (Handy Artists Relief Trust), której zadaniem jest wspieranie muzyków oraz ich rodzin między innymi w zakresie refundacji leków, kosztów hospitalizacji, pogrzebów. Realizuje szereg innych programów kulturalnych i edukacyjnych, jak na przykład Blues in the Schools (Blues w szkołach).
W listopadzie 2009 roku Prezes Fundacji Jay Sieleman odwiedził Polskę i uczestniczył w otwarciu klubu T.B.King Blues Club and Restaurant we Włocławku.
Nagroda "Keeping the Blues Alive" dwukrotnie trafiła do Polski. Laureatem edycji w 2011 roku został kwartalnik Twój Blues, natomiast "Keeping the Blues Alive 2012" otrzymał Rawa Blues Festival.